# Biele (województwo mazowieckie)
Biele (niem. Agnesenau) dawn. Biele-Brzeźnica – wieś sołecka w Polsce położona w województwie mazowieckim, w powiecie płońskim, w gminie Sochocin.

## Historia
W latach 1975–1998 miejscowość administracyjnie należała do województwa ciechanowskiego.
Nieopodal wsi, nad Wkrą znajdują się pozostałości grodziska pochodzące z XII–XIV wieku o narysie czworobocznym.
Do końca II wojny światowej wieś była zamieszkana głównie przez ludność pochodzenia niemieckiego, która zbudowała własny kościół i założyła cmentarz. W ramach przesiedleń powojennych Niemcy zmuszeni zostali do wyjazdu. Kościół rozebrano, a cmentarz uległ stopniowej dewastacji - dziś pozostało zaledwie kilka nagrobków.
Przez miejscowość przebiega droga krajowa nr 50.

## Zabytki
Do rejestru zabytków zostały wpisane:
- grodzisko wczesnośredniowieczne czyli  tzw. góra Napoleona. Znajduje się na zachód od Wkry. Zachował się wał wysoki na 4 m mający kształt czworoboku, który od północy opada do podnóża krawędzi doliny. Nr 124/76-750/70WA z dn.25.11.1970[10].